# 玉木正誼
玉木 正誼（たまき まさよし）は、幕末の長府藩・長州藩士。陸軍大将・乃木希典の実弟。松下村塾の創立者玉木文之進の養子。養父・文之進は吉田松陰の叔父であり師である。

## 生涯
嘉永6年（1853年）、長府藩士・乃木希次の四男として江戸の長州上屋敷にて生まれたが、慶応2年（1866年）に後述の理由により、元服時に玉木文之進正韞の養子となる。
明治2年（1869年）、玉木文之進により松下村塾が再開されるとその補佐を行う。明治7年（1874年）、文之進の甥であり吉田松陰の実兄にあたる杉民治の長女・豊子を娶る。
明治9年（1876年）、萩の乱に首謀者・前原一誠の参謀として参加する。明倫館にて在校生有志を募り、殉国軍第一大隊を結成し、松下村塾生らを第二大隊とした。10月31日、橋本橋の戦闘で戦死した。享年24。

## 人物
虚弱な兄・希典（無人＝なきと）と異なり丈夫な体に恵まれていたため、「真人＝まこと」と命名された。文之進の実子玉木正弘が御楯隊員として功山寺挙兵に参加し、元治2年（1865年）1月21日に絵堂の戦いにて戦死したため、玉木家の宗家である乃木家から分流の玉木家へ養子に出され、正誼と改名した。